# Meteorologie aplicată
Meteorologia aplicată este o ramură a meteorologiei care se ocupă, în general, de metodele de influențare a fenomenelor care se produc în atmosfera terestră.